# Seznam dílů seriálu Zelenáč
Toto je seznam dílů seriálu Zelenáč. Americký seriál Zelenáč vysílá americká televizní stanice ABC od roku 2018. V květnu 2025 má seriál po konci sedmé řady zatím 126 dílů.
V Česku premiérově vysílá seriál od roku 2019 televize AXN s českým dabingem.

## Přehled řad
| Řada | Díly | Premiéra v USA | Premiéra v USA  | Premiéra v ČR   | Premiéra v ČR      |
| Řada | Díly | První díl      | Poslední díl    | První díl       | Poslední díl       |
| ---- | ---- | -------------- | --------------- | --------------- | ------------------ |
| 1    | 20   | 16. října 2018 | 16. dubna 2019  | 16. dubna 2019  | 27. srpna 2019     |
| 2    | 20   | 29. září 2019  | 10. května 2020 | 2. března 2020  | 23. listopadu 2020 |
| 3    | 14   | 3. ledna 2021  | 16. května 2021 | 16. března 2021 | 15. června 2021    |
| 4    | 22   | 26. září 2021  | 15. května 2022 | 1. března 2022  | 26. července 2022  |
| 5    | 22   | 25. září 2022  | 2. května 2023  | 14. března 2023 | 15. srpna 2023     |
| 6    | 10   | 20. února 2024 | 21. května 2024 | 17. června 2024 | 19. srpna 2024     |
| 7    | 18   | 7. ledna 2025  | 13. května 2025 | bude oznámeno   | bude oznámeno      |

## Přehled dílů

### První řada (2018–2019)
| Č. v seriálu | Č. v řadě | Původní název                  | Český název                                            | Režie            | Scénář                                  | Premiéra v USA     | Premiéra v ČR     | Prod. kód |
| ------------ | --------- | ------------------------------ | ------------------------------------------------------ | ---------------- | --------------------------------------- | ------------------ | ----------------- | --------- |
| 1            | 1         | Pilot                          | Bažanti Pilotní díl (Netflix) Pilot (Disney+)          | Liz Friedlander  | Alexi Hawley                            | 16. října 2018     | 16. dubna 2019    | 101       |
| 2            | 2         | Crash Course                   | Rychlokurz                                             | Adam Davidson    | Alexi Hawley                            | 23. října 2018     | 23. dubna 2019    | 102       |
| 3            | 3         | The Good, the Bad and the Ugly | Hodný, zlý a ošklivý                                   | Greg Beeman      | Liz Alper a Ally Seibert                | 30. října 2018     | 30. dubna 2019    | 103       |
| 4            | 4         | The Switch                     | Vypnout Výměna (Disney+)                               | Toa Fraser       | Vincent Angell                          | 13. listopadu 2018 | 7. května 2019    | 104       |
| 5            | 5         | The Roundup                    | Zátah Zatýkání (Disney+)                               | Brooke Valentine | Marcus Black                            | 20. listopadu 2018 | 14. května 2019   | 106       |
| 6            | 6         | The Hawke                      | Mentor Hawke Hawke (Disney+)                           | Timothy Busfield | Fredrick Kotto                          | 27. listopadu 2018 | 21. května 2019   | 105       |
| 7            | 7         | The Ride Along                 | Projížďka Spolujezdec (Disney+)                        | Cherie Nowlan    | Robert Bella                            | 4. prosince 2018   | 28. května 2019   | 107       |
| 8            | 8         | Time of Death                  | Čas smrti Čas úmrtí (Disney+)                          | Mike Goi         | Brynn Malone                            | 11. prosince 2018  | 4. června 2019    | 108       |
| 9            | 9         | Standoff                       | Odstup Přestřelka (Disney+)                            | John Terlesky    | Alexi Hawley                            | 8. ledna 2019      | 11. června 2019   | 109       |
| 10           | 10        | Flesh and Blood                | Z masa a krve Tělo a krev (Disney+)                    | Jessica Yu       | Inda Craig-Galvan                       | 15. ledna 2019     | 18. června 2019   | 110       |
| 11           | 11        | Redwood                        | Sekvoje Redwood (Disney+)                              | Sylvian White    | Ally Seibert a Liz Alper                | 22. ledna 2019     | 25. června 2019   | 111       |
| 12           | 12        | Heartbreak                     | Žal Zlomené srdce (Disney+)                            | Carol Banker     | Vincent Angell                          | 12. února 2019     | 2. července 2019  | 113       |
| 13           | 13        | Caught Stealing                | Přistižen Přistiženi při krádeži (Disney+)             | Omar Madha       | David Radcliff                          | 19. února 2019     | 9. července 2019  | 112       |
| 14           | 14        | Plain Clothes Day              | Casual day Casual Day (Netflix) Den v civilu (Disney+) | Mike Goi         | Terence Paul Winter                     | 26. února 2019     | 16. července 2019 | 114       |
| 15           | 15        | Manhunt                        | Pátrání Lov na lidi (Disney+)                          | Bill Johnson     | Robert Bella                            | 5. března 2019     | 23. července 2019 | 115       |
| 16           | 16        | Greenlight                     | Zelené světlo Zelená (Disney+)                         | Valerie Weiss    | Brynn Malone                            | 19. března 2019    | 30. července 2019 | 116       |
| 17           | 17        | The Shake Up                   | Zemětřesení                                            | Steve Robin      | Alexi Hawley                            | 26. března 2019    | 6. srpna 2019     | 117       |
| 18           | 18        | Homefront                      | Na domácí frontě Domovská fronta (Disney+)             | April Mullen     | Bill Rinier a Natalie Callaghan         | 26. března 2019    | 13. srpna 2019    | 118       |
| 19           | 19        | The Checklist                  | Seznam Volný pád (Netflix)                             | John Fortenberry | Elizabeth Davis Beall a Frederick Kotto | 9. dubna 2019      | 20. srpna 2019    | 119       |
| 20           | 20        | Free Fall                      | Volný pád                                              | Mike Goi         | Alexi Hawley                            | 16. dubna 2019     | 27. srpna 2019    | 120       |

### Druhá řada (2019–2020)
| Č. v seriálu | Č. v řadě | Původní název          | Český název                                                                      | Režie               | Scénář                                      | Premiéra v USA     | Premiéra v ČR      | Prod. kód |
| ------------ | --------- | ---------------------- | -------------------------------------------------------------------------------- | ------------------- | ------------------------------------------- | ------------------ | ------------------ | --------- |
| 21           | 1         | Impact                 | Dopad                                                                            | Mike Goi            | Alexi Hawley                                | 29. září 2019      | 2. března 2020     | 201       |
| 22           | 2         | The Night General      | Noční generál Noční detektiv (Netflix)                                           | Rob Bowman          | Fredrick Kotto                              | 6. října 2019      | 9. března 2020     | 202       |
| 23           | 3         | The Bet                | Sázka                                                                            | Barbara Brown       | Corey Miller                                | 13. října 2019     | 16. března 2020    | 203       |
| 24           | 4         | Warriors and Guardians | Válečníci a strážci Válečníci a ochránci (Netflix) Bojovníci a strážci (Disney+) | Lisa Demaine        | Brynn Malone                                | 20. října 2019     | 23. března 2020    | 204       |
| 25           | 5         | Tough Love             | Neoblomná láska Drsná láska (Disney+)                                            | Rachel Feldman      | Vincent Angell                              | 27. října 2019     | 30. března 2020    | 205       |
| 26           | 6         | Fallout                | Důsledek Dopad (Netflix) Spad (Disney+)                                          | Bill Johnson        | Robert Bella                                | 3. listopadu 2019  | 6. dubna 2020      | 206       |
| 27           | 7         | Safety                 | Bezpečnost Bezpečí (Disney+)                                                     | Sylvain White       | Terence Paul Winter                         | 10. listopadu 2019 | 13. dubna 2020     | 207       |
| 28           | 8         | Clean Cut              | Čistý řez                                                                        | Toa Fraser          | Mary Trahan                                 | 17. listopadu 2019 | 20. dubna 2020     | 208       |
| 29           | 9         | Breaking Point         | Bod zlomu                                                                        | Leslie Libman       | Alexi Hawley a Corey Miller                 | 1. prosince 2019   | 27. dubna 2020     | 209       |
| 30           | 10        | The Dark Side          | Temná strana                                                                     | Bill Roe            | Alexi Hawley                                | 8. prosince 2019   | 4. května 2020     | 210       |
| 31           | 11        | Day of Death           | Boj na život a na smrt Den smrti (Disney+)                                       | David McWhirter     | Brynn Malone a Fredrick Kotto               | 23. února 2020     | 11. května 2020    | 211       |
| 32           | 12        | Now and Then           | Tu a tam                                                                         | C. Chi-Yoon Chung   | Robert Bella                                | 1. března 2020     | 18. května 2020    | 212       |
| 33           | 13        | Follow-Up Day          | Sledovačka Den odložených případů (Disney+)                                      | Liz Firedlander     | Alexi Hawley                                | 8. března 2020     | 5. října 2020      | 213       |
| 34           | 14        | Casualties             | Oběti                                                                            | Sylvain White       | Bill Rinier                                 | 15. března 2020    | 12. října 2020     | 214       |
| 35           | 15        | Hand-Off               | Ruce pryč Předávka (Disney+)                                                     | Michael Goi         | Vincent Angell a Mary Trahan                | 22. března 2020    | 19. října 2020     | 215       |
| 36           | 16        | The Overnight          | Přes noc                                                                         | Stephanie Marquardt | Corey Miller a Rachael Seymour              | 5. dubna 2020      | 26. října 2020     | 216       |
| 37           | 17        | Control                | Dohled Kontrola (Disney+)                                                        | Marcus Stokes       | Alexi Hawley a Robert Bella                 | 12. dubna 2020     | 2. listopadu 2020  | 217       |
| 38           | 18        | Under the Gun          | Zbraně Pod palbou (Disney+)                                                      | Tori Garrett        | Terence Paul Winter a Elizabeth Davis Beall | 26. dubna 2020     | 9. listopadu 2020  | 218       |
| 39           | 19        | The Q Word             | Ticho Slovo, co začíná na T (Netflix) Slovo na Q (Disney+)                       | David McWhirter     | Natalie Callaghan a Nick Hurwitz            | 3. května 2020     | 16. listopadu 2020 | 219       |
| 40           | 20        | The Hunt               | Pátrání Lov (Disney+)                                                            | Bill Roe            | Alexi Hawley                                | 10. května 2020    | 23. listopadu 2020 | 220       |

### Třetí řada (2021)
| Č. v seriálu | Č. v řadě | Původní název | Český název                                                     | Režie             | Scénář                                                                  | Premiéra v USA  | Premiéra v ČR   | Prod. kód |
| ------------ | --------- | ------------- | --------------------------------------------------------------- | ----------------- | ----------------------------------------------------------------------- | --------------- | --------------- | --------- |
| 41           | 1         | Consequences  | Důsledky Následky (Disney+)                                     | Bill Roe          | Alexi Hawley                                                            | 3. ledna 2021   | 16. března 2021 | 301       |
| 42           | 2         | In Justice    | Nespravedlnost Za spravedlnost (Netflix) Spravedlnost (Disney+) | Michael Goi       | Brynn Malone a Fredrick Kotto                                           | 10. ledna 2021  | 23. března 2021 | 302       |
| 43           | 3         | La Fiera      | La Fiera                                                        | Sylvain White     | Terence Paul Winter a Natalie Callaghan                                 | 17. ledna 2021  | 30. března 2021 | 303       |
| 44           | 4         | Sabotage      | Sabotáž                                                         | Daniel Willis     | Vincent Angell a Diana Mendez Boucher                                   | 24. ledna 2021  | 6. dubna 2021   | 304       |
| 45           | 5         | Lockdown      | Lockdown Nikdo nesmí ven (Netflix) Uzávěra (Disney+)            | Anna Mastro       | Elizabeth Davis Beall a Robert Bella                                    | 14. února 2021  | 13. dubna 2021  | 305       |
| 46           | 6         | Revelations   | Odhalení                                                        | C. Chi-Yoon Chung | Corey Miller a Fredrick Kotto                                           | 21. února 2021  | 20. dubna 2021  | 307       |
| 47           | 7         | True Crime    | Reálný zločin Skutečný zločin (Netflix, Disney+)                | Bill Roe          | Alexi Hawley a Zoe Cheng                                                | 28. února 2021  | 27. dubna 2021  | 312       |
| 48           | 8         | Bad Blood     | Zlá krev                                                        | Sylvain White     | Paula Puryear a Bill Rinier                                             | 28. března 2021 | 4. května 2021  | 306       |
| 49           | 9         | Amber         | Unesená Pohotovost (Netflix) Poplach AMBER Alert (Disney+)      | Bill Roe          | Brynn Malone a Natalie Callaghan                                        | 4. dubna 2021   | 11. května 2021 | 308       |
| 50           | 10        | Man of Honor  | Družba Čestný muž (Netflix, Disney+)                            | Sylvain White     | Elizabeth Davis Beall a Diana Mendez Boucher                            | 11. dubna 2021  | 18. května 2021 | 309       |
| 51           | 11        | New Blood     | Mladá krev Nová krev (Netflix, Disney+)                         | Bill Roe          | Corey Miller a Zoe Cheng                                                | 18. dubna 2021  | 25. května 2021 | 310       |
| 52           | 12        | Brave Heart   | Statečné srdce                                                  | Lisa Demaine      | Vincent Angell a Paula Puryear                                          | 2. května 2021  | 1. června 2021  | 311       |
| 53           | 13        | Triple Duty   | Trojí role Tři role (Netflix) Trojí služba (Disney+)            | Bill Johnson      | námět: Bill Rinier scénář: Natalie Callaghan, Zoe Cheng a Paula Puryear | 9. května 2021  | 8. června 2021  | 313       |
| 54           | 14        | Threshold     | Hranice Pravidla (Netflix) Práh (Disney+)                       | Lisa Demaine      | Alexi Hawley                                                            | 16. května 2021 | 15. června 2021 | 314       |

### Čtvrtá řada (2021–2022)
| Č. v seriálu | Č. v řadě | Původní název       | Český název                                                                    | Režie                       | Scénář                                | Premiéra v USA     | Premiéra v ČR     | Prod. kód |
| ------------ | --------- | ------------------- | ------------------------------------------------------------------------------ | --------------------------- | ------------------------------------- | ------------------ | ----------------- | --------- |
| 55           | 1         | Life and Death      | Život a smrt                                                                   | Bill Roe                    | Alexi Hawley                          | 26. září 2021      | 1. března 2022    | 401       |
| 56           | 2         | Five Minutes        | Pětiminutovka Pět minut (Netflix, Disney+)                                     | Lisa Demaine                | Brynn Malone                          | 3. října 2021      | 8. března 2022    | 402       |
| 57           | 3         | In the Line of Fire | Požár Hoří! (Netflix) V palebné linii (Disney+)                                | Daniel Willis               | Robert Bella                          | 10. října 2021     | 15. března 2022   | 403       |
| 58           | 4         | Red Hot             | Sexy rudá Tady bude horko (Netflix) Žhavá stopa (Disney+)                      | Lisa Demaine                | Diana Mendez Boucher                  | 17. října 2021     | 22. března 2022   | 404       |
| 59           | 5         | A.C.H.              | S.M.V. Nová droga (Netflix) A.C.H. (Disney+)                                   | Daniel Willis               | Zoe Cheng a Paula Puryear             | 31. října 2021     | 29. března 2022   | 405       |
| 60           | 6         | Poetic Justice      | Poetická spravedlnost Zasloužená odplata (Netflix) Zasloužená odměna (Disney+) | C. Chi Yoon Chung           | Bill Rinier a Natalie Callaghan       | 7. listopadu 2021  | 5. dubna 2022     | 406       |
| 61           | 7         | Fire Fight          | Boj s ohněm Požár (Netflix)                                                    | Tori Garrett                | Corey Miller                          | 14. listopadu 2021 | 12. dubna 2022    | 407       |
| 62           | 8         | Hit and Run         | Honička Nehoda (Netflix) Udeřit a utéct (Disney+)                              | Bill Roe                    | Vincent Angell                        | 5. prosince 2021   | 19. dubna 2022    | 408       |
| 63           | 9         | Breakdown           | Porucha Rozpad (Netflix) Kolaps (Disney+)                                      | C. Chi-Yoon Chung           | Alexi Hawley                          | 12. prosince 2021  | 26. dubna 2022    | 409       |
| 64           | 10        | Heart Beat          | Tep srdce Tep (Netflix) Tlukot srdce (Disney+)                                 | SJ Main Muñoz               | Fredrick Kotto                        | 2. ledna 2022      | 3. května 2022    | 410       |
| 65           | 11        | End Game            | Konec hry Rozhodující úder (Netflix) Koncovka (Disney+)                        | Tori Garrett                | Terence Paul Winter                   | 9. ledna 2022      | 10. května 2022   | 411       |
| 66           | 12        | The Knock           | Klepání Zaklepání (Netflix)                                                    | Charissa Sanjarernsuithikul | Zoe Cheng                             | 23. ledna 2022     | 17. května 2022   | 412       |
| 67           | 13        | Fight or Flight     | Leť nebo bojuj Boj, nebo útěk (Netflix) Útok, nebo útěk (Disney+)              | Lanre Olabisi               | Brynn Malone                          | 30. ledna 2022     | 24. května 2022   | 413       |
| 68           | 14        | Long Shot           | Malá šance Riskantní podnik (Disney+)                                          | Fernando Sariñana           | Natalie Callaghan                     | 27. února 2022     | 31. května 2022   | 414       |
| 69           | 15        | Hit List            | Seznam Seznam obětí (Netflix, Disney+)                                         | Robert Bella                | Elizabeth Davis Beall                 | 6. března 2022     | 7. června 2022    | 415       |
| 70           | 16        | Real Crime          | Dokument o zločinu Dokument (Netflix) Skutečný zločin (Disney+)                | Rob Seidenglanz             | Bill Rinier a Paula Puryear           | 13. března 2022    | 14. června 2022   | 416       |
| 71           | 17        | Coding              | Kódování Kódy (Netflix)                                                        | Bill Roe                    | Nick Hurwitz a Sylvia Franklin        | 3. dubna 2022      | 21. června 2022   | 417       |
| 72           | 18        | Backstabbers        | Podrazáci Zrádci (Netflix, Disney+)                                            | Tori Garrett                | Vincent Angell                        | 10. dubna 2022     | 28. června 2022   | 418       |
| 73           | 19        | Simone              | Simone                                                                         | Liz Friedlander             | Alexi Hawley a Terence Paul Winter    | 24. dubna 2022     | 5. července 2022  | 419       |
| 74           | 20        | Enervo              | Enervo                                                                         | Bill Roe                    | Alexi Hawley a Terence Paul Winter    | 1. května 2022     | 12. července 2022 | 420       |
| 75           | 21        | Mother's Day        | Den matek                                                                      | Lisa Demaine                | Fredrick Kotto a Diana Mendez Boucher | 8. května 2022     | 19. července 2022 | 421       |
| 76           | 22        | Day In The Hole     | Den v díře Zapadákov (Netflix) Den na samotce (Disney+)                        | Alexi Hawley                | Alexi Hawley                          | 15. května 2022    | 26. července 2022 | 422       |

### Pátá řada (2022–2023)
| Č. v seriálu | Č. v řadě | Původní název          | Český název                                     | Režie             | Scénář                        | Premiéra v USA    | Premiéra v ČR     | Prod. kód |
| ------------ | --------- | ---------------------- | ----------------------------------------------- | ----------------- | ----------------------------- | ----------------- | ----------------- | --------- |
| 77           | 1         | Double Down            | Dvojité riziko Zvýšené sázky (Disney+)          | Tori Garrett      | Alexi Hawley                  | 25. září 2022     | 14. března 2023   | 501       |
| 78           | 2         | Labor Day              | Den volna Svátek práce (Disney+)                | Rob Seidenglanz   | Elizabeth Davis Beall         | 2. října 2022     | 21. března 2023   | 502       |
| 79           | 3         | Dye Hard               | Stopaři Přiznat barvu (Disney+)                 | Bethany Rooney    | Natalie Callaghan             | 9. října 2022     | 28. března 2023   | 503       |
| 80           | 4         | The Choice             | Volba                                           | Bill Roe          | Fredrick Kotto                | 16. října 2022    | 4. dubna 2023     | 504       |
| 81           | 5         | The Fugitive           | Uprchlík                                        | Cherie Nowlan     | Diana Mendez Boucher          | 23. října 2022    | 11. dubna 2023    | 505       |
| 82           | 6         | The Reckoning          | Zúčtování                                       | Lanre Olabisi     | Leland Jay Anderson           | 30. října 2022    | 18. dubna 2023    | 506       |
| 83           | 7         | Crossfire              | Křížová palba                                   | Jon Huertas       | Glen Mazzara                  | 6. listopadu 2022 | 25. dubna 2023    | 507       |
| 84           | 8         | The Collar             | Obojek                                          | Robert Bella      | Paula Puryear                 | 4. prosince 2022  | 2. května 2023    | 508       |
| 85           | 9         | Take Back              | Vzít zpět Cesta zpět (Disney+)                  | David McWhirter   | Alexi Hawley                  | 4. prosince 2022  | 9. května 2023    | 509       |
| 86           | 10        | The List               | Seznam                                          | Robert Bella      | Vincent Angell                | 3. ledna 2023     | 16. května 2023   | 510       |
| 87           | 11        | The Naked and the Dead | Nazí a mrtví                                    | Chi-Yoon Chung    | Steph Garcia                  | 10. ledna 2023    | 23. května 2023   | 511       |
| 88           | 12        | Death Notice           | Smrtící zpráva Úmrtní oznámení (Disney+)        | Tori Garrett      | Brynn Malone                  | 17. ledna 2023    | 30. května 2023   | 512       |
| 89           | 13        | Daddy Cop              | Rozkošný policajt Policajt k zulíbání (Disney+) | Anne Renton       | Fredrick Kotto                | 24. ledna 2023    | 13. června 2023   | 513       |
| 90           | 14        | Death Sentence         | Rozsudek smrti                                  | Faye Brenner      | Diana Mendez Boucher          | 31. ledna 2023    | 20. června 2023   | 514       |
| 91           | 15        | The Con                | Podfuk Bouda (Netflix, Disney+)                 | Bill Roe          | Leland Jay Anderson           | 14. února 2023    | 27. června 2023   | 515       |
| 92           | 16        | Exposed                | Nechráněni Na ráně (Disney+)                    | Ryan Krayser      | Paula Puryear                 | 21. února 2023    | 4. července 2023  | 516       |
| 93           | 17        | The Enemy Within       | Nepřítel uvnitř Vnitřní nepřítel (Disney+)      | Lanre Olabisi     | Vincent Angell                | 28. února 2023    | 11. července 2023 | 517       |
| 94           | 18        | Double Trouble         | Dvojí problémy Potíže s dvojníky (Disney+)      | Jon Huertas       | Caroline Bible a Glen Mazzara | 21. března 2023   | 18. července 2023 | 518       |
| 95           | 19        | A Hole in the World    | Prázdnota ve světě                              | T.K. Shom         | Brynn Malone                  | 28. března 2023   | 25. července 2023 | 519       |
| 96           | 20        | S.T.R.                 | Zpráva odeslána Stopař (Disney+)                | C. Chi-Yoon Chung | Natalie Callaghan             | 18. dubna 2023    | 1. srpna 2023     | 520       |
| 97           | 21        | Going Under            | V utajení                                       | Anne Renton       | Alexi Hawley a Brynn Malone   | 25. dubna 2023    | 8. srpna 2023     | 521       |
| 98           | 22        | Under Siege            | Napadení V obklíčení (Disney+)                  | Bill Roe          | Alexi Hawley                  | 2. května 2023    | 15. července 2023 | 522       |

### Šestá řada (2024)
| Č. v seriálu | Č. v řadě | Původní název       | Český název     | Režie             | Scénář                                      | Premiéra v USA  | Premiéra v ČR     | Prod. kód |
| ------------ | --------- | ------------------- | --------------- | ----------------- | ------------------------------------------- | --------------- | ----------------- | --------- |
| 99           | 1         | Strike Back         | Odplata         | Bill Roe          | Alexi Hawley                                | 20. února 2024  | 17. června 2024   | 601       |
| 100          | 2         | The Hammer          | Kladivo         | Alexi Hawley      | Alexi Hawley a Brynn Malone                 | 27. února 2024  | 24. června 2024   | 602       |
| 101          | 3         | Trouble in Paradise | Problémy v ráji | TK Shom           | Madeleine Coghlan a Glen Mazzara            | 5. března 2024  | 1. července 2024  | 603       |
| 102          | 4         | Training Day        | Zácvik          | Tori Garrett      | Fredrick Kotto & Natalie Callaghan          | 26. března 2024 | 8. července 2024  | 604       |
| 103          | 5         | The Vow             | Přísaha         | C. Chi-Yoon Chung | Vincent Angell & Diana Mendez Boucher       | 2. dubna 2024   | 15. července 2024 | 605       |
| 104          | 6         | Secrets and Lies    | Tajemství a lži | Bill Roe          | Elizabeth Davis Beall & Leland Jay Anderson | 9. dubna 2024   | 22. července 2024 | 606       |
| 105          | 7         | Crushed             | Rozdrcený       | Tori Garrett      | Brynn Malone & Natalie Callaghan            | 30. dubna 2024  | 29. července 2024 | 607       |
| 106          | 8         | Punch Card          | Zranění v akci  | Lanre Olabisi     | Vincent Angell & Fredrick Kotto             | 7. května 2024  | 5. srpna 2024     | 608       |
| 107          | 9         | The Squeeze         | Sevření         | Michael Goi       | Diana Mendez Boucher & Leland Jay Anderson  | 14. května 2024 | 12. srpna 2024    | 609       |
| 108          | 10        | Escape Plan         | Plán útěku      | Bill Roe          | Alexi Hawley                                | 21. května 2024 | 19. srpna 2024    | 610       |

### Sedmá řada (2025)
| Č. v seriálu | Č. v řadě | Původní název                    | Český název   | Režie           | Scénář                                 | Premiéra v USA  | Premiéra v ČR | Prod. kód |
| ------------ | --------- | -------------------------------- | ------------- | --------------- | -------------------------------------- | --------------- | ------------- | --------- |
| 109          | 1         | The Shot                         | bude oznámeno | Alexi Hawley    | Alexi Hawley                           | 7. ledna 2025   | bude oznámeno | 701       |
| 110          | 2         | The Watcher                      | bude oznámeno | Bill Roe        | Natalie Callaghan                      | 14. ledna 2025  | bude oznámeno | 702       |
| 111          | 3         | Out of Pocket                    | bude oznámeno | Tessa Blake     | Jenny Lynn                             | 21. ledna 2025  | bude oznámeno | 703       |
| 112          | 4         | Darkness Falling                 | bude oznámeno | John Hyams      | Madeleine Coghlan                      | 28. ledna 2025  | bude oznámeno | 704       |
| 113          | 5         | Til Death                        | bude oznámeno | Jennifer Lynch  | Nick Hurwitz                           | 4. února 2025   | bude oznámeno | 705       |
| 114          | 6         | The Gala                         | bude oznámeno | Lanre Olabisi   | Moira Kirland                          | 11. února 2025  | bude oznámeno | 706       |
| 115          | 7         | The Mickey                       | bude oznámeno | Tara Miele      | Amanda Mercedes                        | 18. února 2025  | bude oznámeno | 707       |
| 116          | 8         | Wildfire                         | bude oznámeno | Michael Goi     | Brynn Malone                           | 25. února 2025  | bude oznámeno | 708       |
| 117          | 9         | The Kiss                         | bude oznámeno | Bill Roe        | Elizabeth Davis Beall a Fredrick Kotto | 11. března 2025 | bude oznámeno | 709       |
| 118          | 10        | Chaos Agent                      | bude oznámeno | Tasha Smith     | Alexi Hawley                           | 18. března 2025 | bude oznámeno | 710       |
| 119          | 11        | Speed                            | bude oznámeno | Daryn Okada     | Natalie Callaghan                      | 25. března 2025 | bude oznámeno | 711       |
| 120          | 12        | April Fools                      | bude oznámeno | Ryan Krayser    | Amanda Mercedes                        | 1. dubna 2025   | bude oznámeno | 713       |
| 121          | 13        | Three Billboards                 | bude oznámeno | Gina Lamar      | Aleks Biskis a Chelsea Urech           | 8. dubna 2025   | bude oznámeno | 712       |
| 122          | 14        | Mad About Murder                 | bude oznámeno | Dinh Thai       | Madeleine Coghlan                      | 15. dubna 2025  | bude oznámeno | 714       |
| 123          | 15        | A Deadly Secret                  | bude oznámeno | Ashley Williams | Nick Hurwitz                           | 22. dubna 2025  | bude oznámeno | 715       |
| 124          | 16        | The Return                       | bude oznámeno | John Terlesky   | Moira Kirland                          | 29. dubna 2025  | bude oznámeno | 716       |
| 125          | 17        | Mutiny And The Bounty            | bude oznámeno | Rob Seidenglanz | Brynn Malone                           | 6. května 2025  | bude oznámeno | 717       |
| 126          | 18        | The Good, The Bad, And The Oscar | bude oznámeno | Bill Roe        | Alexi Hawley                           | 13. května 2025 | bude oznámeno | 718       |